# Admirał Oktiabrski
Admirał Oktiabrski (ros. Адмирал Октябрьский) – radziecki, następnie rosyjski krążownik rakietowy projektu 1134A (ozn. NATO Kresta II), klasyfikowany oficjalnie jako duży okręt przeciwpodwodny. W czynnej służbie od 1973 do 1993 roku. Wchodził w skład Floty Oceanu Spokojnego.

## Budowa i skrócony opis
„Admirał Oktiabrski” był szóstym zbudowanym okrętem projektu 1134A (Bierkut-A), znanego też od pierwszego okrętu jako typ Kronsztadt, a w kodzie NATO oznaczanego Kresta II. Okręt otrzymał nazwę na cześć admirała Filipa Oktiabrskiego (1899-1969) i został wciągnięty na listę floty 19 września 1969 roku. Budowany był w im. A.A. Żdanowa w Leningradzie (numer budowy 726). Stępkę położono 2 czerwca 1969 roku, okręt wodowano 21 maja 1971 roku, a do służby wszedł 28 grudnia 1973 roku.
Okręty projektu 1134A były klasyfikowane jako duże okręty przeciwpodwodne (ros. bolszoj protiwołodocznyj korabl, BPK), niemniej na zachodzie powszechnie uznawane są za krążowniki. Ich zasadniczym przeznaczeniem było zwalczanie okrętów podwodnych, w tym celu główne uzbrojenie stanowiło osiem wyrzutni rakietotorped Mietiel, z ośmioma pociskami, wymienione następnie w trakcie modernizacji w połowie lat 80. na nowsze wyrzutnie Rastrub-B. Dodatkowo posiadały dziesięć wyrzutni torped kalibru 533 mm, z których można było wystrzeliwać torpedy przeciw okrętom podwodnym. Uzbrojenie przeciwpodwodne uzupełniały dwa dwunastoprowadnicowe miotacze rakietowych bomb głębinowych RBU-6000 (144 bomby kalibru 213 mm) i dwa sześcioprowadnicowe RBU-1000 (48 bomb kalibru 305 mm). Możliwości w zakresie zwalczania okrętów rozszerzał jeden pokładowy śmigłowiec Ka-25PŁ. Uzbrojenie artyleryjskie stanowiły dwa podwójnie sprzężone działa uniwersalne kalibru 57 mm AK-725, umieszczone nietypowo w dwóch wieżach na burtach, oraz dwa zestawy artyleryjskie obrony bezpośredniej w postaci dwóch par sześciolufowych naprowadzanych radarowo działek 30 mm AK-630M (łącznie cztery działka). Uzbrojenie rakietowe stanowiły dwie dwuprowadnicowe wyrzutnie przeciwlotniczych pocisków rakietowych średniego zasięgu Sztorm-M, na dziobie i na rufie, z zapasem 48 pocisków.
Okręty wyposażone były w odpowiednie środki obserwacji technicznej, w tym stacje radiolokacyjne dozoru ogólnego Woschod (MR-600) na maszcie dziobowym i Angara-A (MR-310A) na maszcie rufowym, radary artyleryjskie oraz kompleks hydrolokacyjny Titan-2 (MG-332) z anteną w gruszce dziobowej.
Okręty projektu 1134A miały wyporność standardową 5600 ton i pełną 7535 ton. Długość kadłuba wynosiła 159 m, a szerokość 16,8 m. Napęd stanowiły dwa zespoły turbin parowych TW-12 o łącznej mocy 90 000 KM, napędzające każdy po jednej śrubie. Parę zapewniały cztery kotły. Napęd zapewniał osiągnięcie prędkości maksymalnej 33 węzły, a ekonomicznej 18 węzłów. Załoga liczyła 343 osoby, w tym 33 oficerów.

## Służba
„Admirał Oktiabrski” od 7 lutego 1974 roku wchodził w skład Floty Oceanu Spokojnego ZSRR.
W połowie lat 80. przeszedł remont połączony z modernizacją, podczas którego okręt dostosowano do rakietotorped Rastrub-B. 
30 czerwca 1993 roku z powodu złego stanu technicznego okręt został wycofany ze służby. W listopadzie 1994 roku został sprzedany na złom do Indii.